# 王哲 (足球裁判)
王哲（1975年11月7日—），生于北京市，中国足球裁判，2011年成为國際足球協會足球裁判。
王哲自2010年起执法中超联赛。身为国际足球裁判。王哲执法的国际比赛屈指可数，仅有東亞盃和一些友谊赛。 2010年中超联赛青岛中能主场与上海申花的比赛，王哲的几次判罚对主队不利，引起青岛队不满。这场比赛王哲对青岛中能出示了两张红牌，当他出示第二张红牌时，青岛中能的教练、官员、球员纷纷上前围住王哲理论，一名球迷冲入场地向王哲怒踹一脚，赛后王哲也遭到球迷围堵，在安保人员护送下才得以全身而退。之后，中国足协纪律委员会决定对青岛赛区处以警告并罚款人民币5万元。冲入场地指责裁判的青岛中能官员余红毅被禁赛3场、罚款15000元。王哲也遭到内部处罚。